# Rittergut Calbe/Saale
In der Ritterstraße Nr. 1 in Calbe findet man Haus und Hof eines alten Rittersitzes, der mit Sicherheit einer der Kristallisationskerne für die Entwicklung der Stadt Calbe gewesen ist.

## Beginn im Spätmittelalter
Im 15. Jahrhundert wandelten die Magdeburger Erzbischöfe die  erzbischöfliche Curtis in der Nähe der St.-Stephani-Kirche, die aus einem alten Königshof hervorgegangen war, teilweise in Freihöfe um, die sie als Lehen vergaben. Einer davon wurde ein Rittergut, dessen Rittersitz mit dem dazugehörigen Hof in der heutigen Ritterstraße (ehemals: Herrengasse) Nr. 1 lag.
Die ersten nachweisbaren Besitzer waren die Ritter von Hacke aus einem bekannten Adelsgeschlecht, das bedeutende Persönlichkeiten hervorbrachte. Nun lag ein Rittersitz mit eigener niederer Gerichtsbarkeit, eigenem Pranger und anderen herrschaftlichen Vorrechten wie eine Enklave inmitten einer bürgerlichen Kommune, was zu fortlaufenden Reibereien zwischen den selbstgefälligen Junkern und den Ratsherren führte.
1559 kam das Rittergut von den Hackes an die Familien von Ingersleben und von Haugwitz. 1622 wurde im Rittersitz Calbe Anna Margareta von Haugwitz geboren, die 1640 den Kriegsgewinnler und späteren schwedischen Reichsmarschall Carl Gustav Wrangel Graf von Salmis heiratete.

## Reichenbach’sches Rittergut

Reichenbach’scher Rittersitz um 1750 (Computersimulation mit ArCon4.0)

Als man 1680 das Erzstift Magdeburg in ein kurbrandenburgisches Herzogtum umwandelte und Anna Margaretas Bruder kinderlos starb, fiel das Rittergut 1684 an die Krone. 1685 kaufte es der städtische Rechtsbeamte (Syndikus) und spätere Bürgermeister Johann Friedrich Reichenbach, der außerdem noch den stattlichen „Lemmerhof“ (heute Gelände hinter der Sparkasse) besaß. Nach einem vernichtenden Brand 1713 ließ die Witwe Reichenbach den Rittersitz 1715 wieder errichten.
Die Reichenbach’schen Erben gaben das Gut in Pacht.
Mit dem Ausbau der preußischen Gutswirtschaften und der Festigung der zweiten Leibeigenschaft kam es zu einer erneuten Blüte der Herrschaft in der Ritterstraße. Zum Rittergut Calbe gehörten in der Mitte des 18. Jahrhunderts 345 Morgen Acker und circa 10 Prozent des gesamten calbischen Viehbestandes.

## Ende des Rittersitzes als Fabrikanlage

Reichenbach’scher Rittersitz 2006

Als Napoleon Bonaparte nach 1806 die spätfeudalen Ritterguts-Vorrechte aufhob und 1807 die Erbuntertänigkeit in Preußen abgeschafft wurde, ging es auch mit dem Reichenbach’schen Gut, wie es immer noch genannt wurde, bergab. Kurzzeitige Besitzer verkauften den Grund und Boden stückweise an Interessenten, unter anderem auch an die Bergwerks-Unternehmer-Familie Douglas.

Eingang aus dem 19. Jh.

1832 zog in den geräumigen Hof an der Ritterstraße eine Posthalterei und 1870 ein Unternehmen für den Bau von Kutsch- und Gebrauchswagen. Als infolge der Inflation das Wagenbau-Unternehmen 1923 in den Konkurs ging, erwarb der schlesische Rohkonserven-Unternehmer Grolich das Gelände und stattete es mit Fabrikanlagen aus. Im ehemaligen Rittersitz wohnte nun das Leitungs-Personal. Nach der Übernahme durch das calbische Rohkonserven-Unternehmen Albrecht im Jahr 1939 wurde dieses Gebäude als Mietshaus genutzt. In den 1970er Jahren, nun im Besitz des VEB „Obst und Gemüse Magdeburg“ (OGEMA), begannen Haus und Hof, die nur noch sporadisch und teilweise genutzt wurden, allmählich zu verfallen.
Das Gebäude wurde 2011 abgerissen.